# Weinmann Geräte für Medizin

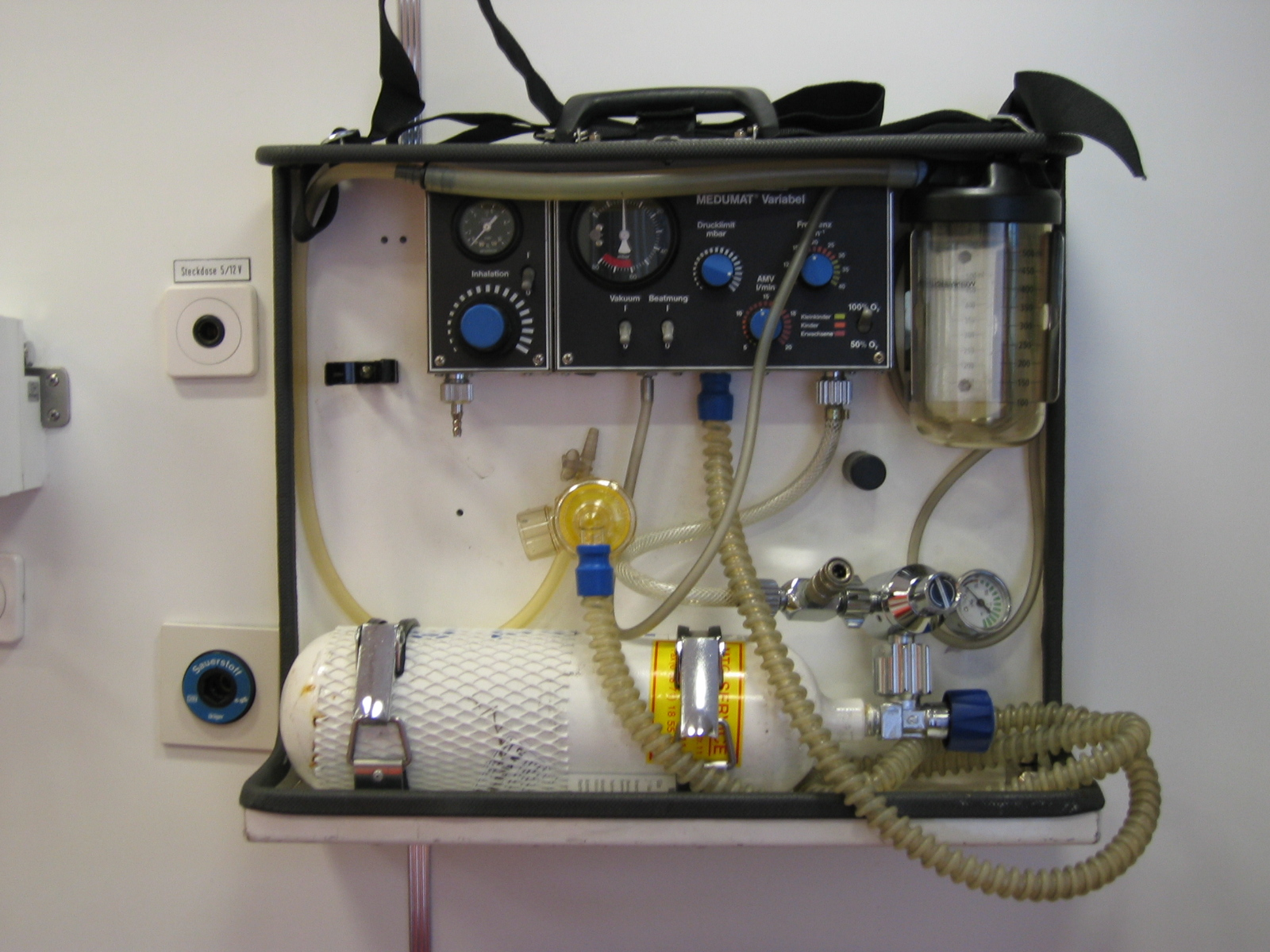
Ein Notfallrespirator (Medumat) mit Absaugeinheit

Die Weinmann Geräte für Medizin GmbH & Co. KG ist ein mittelständisches Medizintechnik-Unternehmen in Hamburg. 1874 begann Weinmann als Manufaktur für feinmechanische Armaturen, unter anderem von Druckminderern für Sauerstoffflaschen. Inzwischen ist Weinmann in der Entwicklung, Produktion und im Vertrieb von Medizintechnikprodukten zum Zwecke der Beatmung tätig.

## Geschichte
Das 1874 von Gottlieb Weinmann in Ludwigshafen gegründete Unternehmen Gottlieb Weinmann GmbH war bis in die 1960er Jahre schwerpunktmäßig als Metallbaubetrieb mit der Fertigung feinmechanischer Armaturen unter anderem für Sauerstoffgeräte tätig. Gleichzeitig war es als Hersteller von Manometern Zulieferer für die Automobilindustrie.
Nach dem Aufkauf seiner medizintechnischen Bereiche und der Marke selbst durch die Lübecker Drägerwerke zog Weinmann 1956 nach Hamburg-Altona und konzentrierte sich auf den Vertrieb von Medizintechnik, Arbeitsschutzbekleidung und -ausrüstung. Organisatorisch war Weinmann mit der Bernhard Apparatebau GmbH, ebenfalls eine 100-prozentige Tochter der Drägerwerke, eng verflochten. 1961 trennte Dräger beide Unternehmen. Die Herstellung von Arbeitsschutzkleidung wie Atemmasken und professionellem Schwertauchgerät blieb Aufgabe Weinmanns.
Im Rahmen eines Management-Buy-Outs löste sich Weinmann 1967 von den Drägerwerken. Die neue Weinmann Geräte für Medizin GmbH & Co. KG bestand zunächst aus zehn Mitarbeitern. Der Anteil der rein medizintechnischen Produkte umfasste ca. 10 Prozent. Nach Übernahme des Unternehmens durch Karl Feldhahn und dem Einstieg von Joachim Griefahn war Weinmann wieder ein reines Familienunternehmen. Unter Griefahns Leitung wurden Anfang der 1970er Jahre die Geschäftsfelder Arbeitsschutz und Tauchergerät abgebaut. Der Wandel zum reinen Medizintechnik-Unternehmen vollzog sich, als der von Griefahn entwickelte erste vollautomatische, zeitgesteuerte Notfallrespirator Medumat auf den deutschen Markt kam. Medumat entwickelte sich zu einer Produktfamilie, die im Rettungswesen und in der Notfallmedizin weltweit zum Einsatz kommt.
Bekannt wurde Weinmann 1974 mit dem Ulmer Koffer. Er entstand durch die Zusammenarbeit mit dem damaligen Chefarzt des Ulmer Bundeswehrkrankenhauses Friedrich Wilhelm Ahnefeld und dem Notfallmediziner Bodo Gorgaß. Heute ist er weltweit verbreitet und gilt im Rettungsdienst als Synonym für Notfallkoffer.

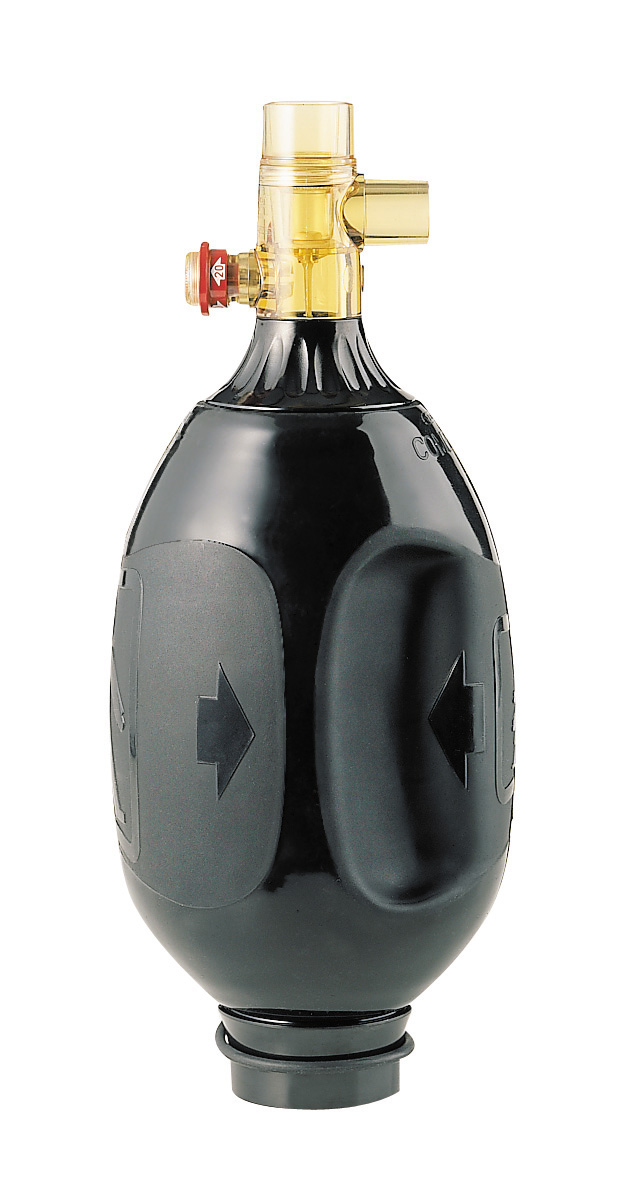
Combibag, Beatmungsbeutel mit Griffmulden für Erwachsenen- und Kinderbeatmung sowie zweistufigem Sicherheitsventil

In den 1980er Jahren begann Weinmann mit der Produktion medizinischer Beatmungstechnik. Zunächst konzentrierte sich das Unternehmen auf den Verkauf von Sauerstoffkonzentratoren für die Sauerstoff-Langzeittherapie. Ab 1984 stellte Weinmann einen für Kinder und Erwachsene geeigneten Beatmungsbeutel (Combibag) her. 1986 schloss Weinmann mit dem US-amerikanischen Unternehmen Chad ein OEM-Entwicklungs- und Abnahmeabkommen ab. Es lieferte die technologische Grundlage für die Entwicklung des ersten Schlaftherapiegeräts eines deutschen Unternehmens: 1991 wurde Somnotron eingeführt, das erste Gerät aus deutscher Produktion für die Behandlung des Schlafapnoe-Syndroms. Weinmann erweiterte diesen Produktbereich in den folgenden Jahren unter anderem mit Hardware- wie Software-Produkten für stationäre und ambulante Schlaflabore sowie für die mobile Schlaf-Überwachung für zuhause.

1991 bot Weinmann mit einer ersten Nasal-Maske auch Beatmungsmasken an, die sowohl in der Schlaftherapie als auch in der außerklinischen Beatmung eingesetzt werden können. Die Masken-Varianten reichen inzwischen von Nasal- über Mund-Nasen-Masken mit oder ohne Kinnumgriff aus Materialien wie Silikon und Gel über Nasenpolster-Masken bis hin zur One-size-fits-all-Maske. 

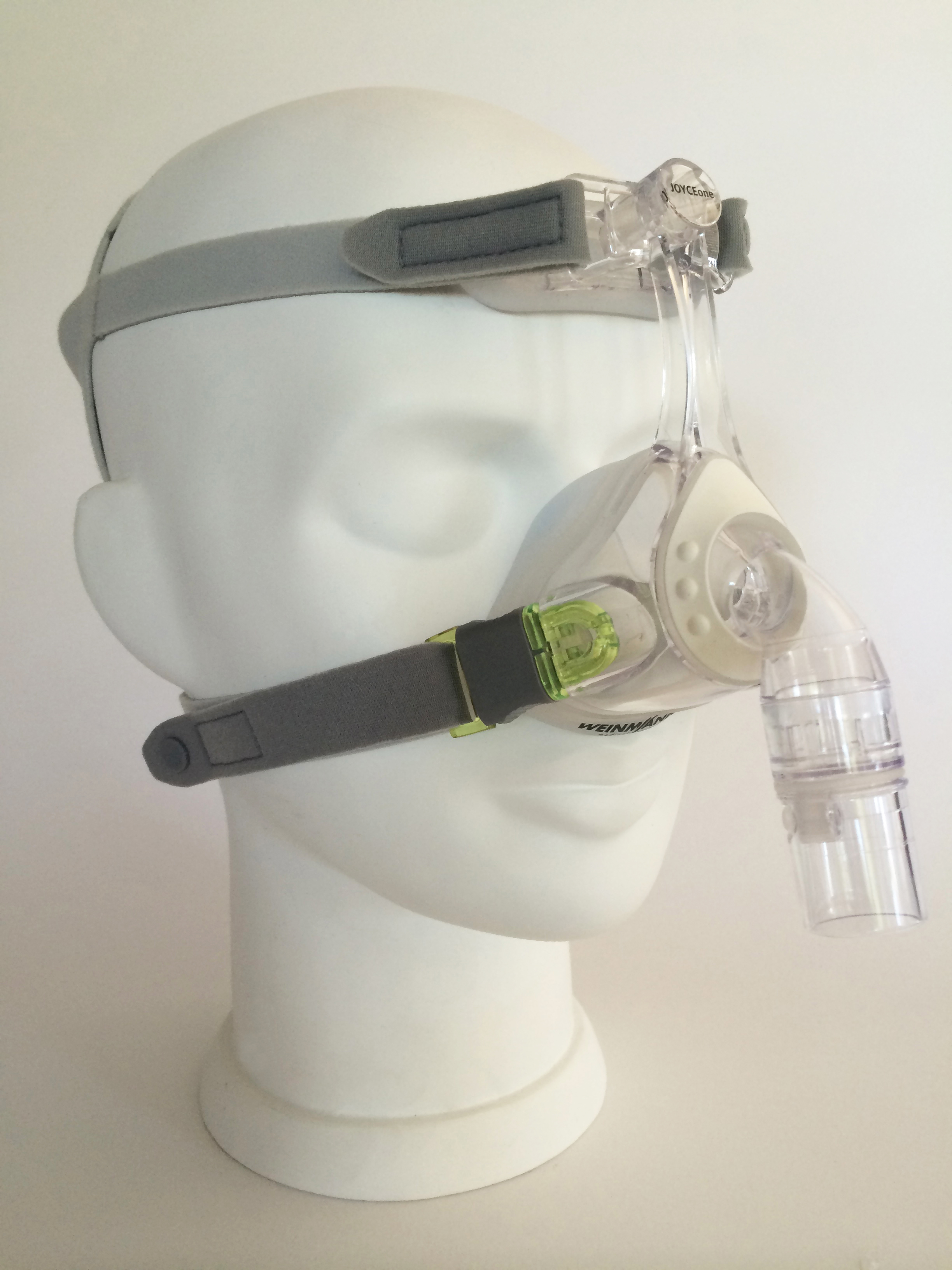
One-size-fits-all-Maske JOYCEone, nasal

Es folgten weitere neue Medizinprodukte, unter anderem die Erweiterung der Respiratorfamilie Medumat (Emergency) sowie die der Linien Somno (Schlaf), Venti (Beatmung) und Joyce (Masken) im Homecare-Bereich.
2013 kam es zur Aufteilung der Weinmann-Geschäftsbereiche Homecare und Emergency in zwei eigenständige Unternehmen: Während Weinmann Geräte für Medizin sich auf die Geschäftsfelder Schlafmedizin und Heimbeatmung fokussiert, konzentriert sich Weinmann Emergency Medical Technology auf Notfallmedizin.
Im Juni 2013 wurde die Weinmann Geräte für Medizin GmbH & Co. KG zu 100 Prozent Teil der in Bad Ems ansässigen Löwenstein-Gruppe.
2016 wurde die Weinmann Geräte für Medizin GmbH & Co. KG umfirmiert zur Löwenstein Medical Technology GmbH & Co. KG, womit Löwenstein die erfolgreiche Integration des erworbenen Unternehmens nach außen deutlich machte.

## Produkte
Zum Portfolio von Weinmann Geräte für Medizin GmbH & Co. KG zählten Produkte für die ambulante Schlafdiagnostik, für die Schlaftherapie, für die außerklinische Beatmung/Heimbeatmung sowie Beatmungsmasken samt Zubehör der jeweiligen Bereiche.
Diese Produktgruppen werden auch weiterhin von Löwenstein medical angeboten.

## Unternehmensstruktur
Weinmann unterhielt eine eigene Forschungsabteilung, die für die Entwicklung der Geräte und ihrer Software zuständig war. Das Unternehmen vertrieb seine Produkte in mehr als 55 Länder: über Niederlassungen, Repräsentanzen und Handelspartner unter anderem in Frankreich, der Schweiz, Schweden, Russland, China und Lateinamerika. Die Produktion erfolgte in Deutschland. Dafür unterhielt Weinmann ein eigenes Produktions-, Logistik und Service-Zentrum in Henstedt-Ulzburg nahe Hamburg.
Über die Unternehmensstruktur der Löwenstein-Gruppe lässt sich wenig recherchieren. Recherche in Brancheninfos und Handelsregistern ergab, das Löwenstein sich als unternehmergeführtes mittelständisches Unternehmen mit Produktionsstandorten in Deutschland präsentiert. Die Handelsregistereinträge widersprechen dem nicht. (Stand 05/2020)